# ادواردو دوالده (بازیکن هاکی روی چمن)
ادواردو دوالده (اسپانیایی: Eduardo Dualde‎; ۱ دسامبر ۱۹۳۳ – ۱۲ ژوئن ۱۹۸۹) بازیکن هاکی روی چمن اهل اسپانیا بود.